# Genga
Genga és un comune (municipi) de la província d'Ancona, a la regió italiana de les Marques. A 1 de gener de 2019 la seva població era de 1.708 habitants.
Genga limita amb els següents municipis: Arcevia, Sassoferrato, Fabriano i Serra San Quirico.